# Boletina inops
Boletina inops är en tvåvingeart som beskrevs av Daniel William Coquillett 1900. Boletina inops ingår i släktet Boletina och familjen svampmyggor. Inga underarter finns listade i Catalogue of Life.